# Aplomera gayi
Aplomera gayi är en tvåvingeart som beskrevs av Macquart 1838. Aplomera gayi ingår i släktet Aplomera och familjen dansflugor. Inga underarter finns listade i Catalogue of Life.